# Maratus volans
Maratus volans (устаревшее: Salticus volans) (лат.) — вид пауков-скакунов рода Maratus из подсемейства Euophryinae (Saitini). Эндемик Австралии. Один из пауков, чьи ярко окрашенные самцы «танцуют» перед самками.

## Распространение
Австралия: Квинсленд, Новый Южный Уэльс, Виктория.

## Описание
Мелкие пауки, длина тела около 5 мм с ярко выраженным половым диморфизмом. Самцы имеют ярко окрашенное брюшко (оранжевые, синие и красные отметины) и необычное брачное поведение; самки невзрачные, серовато-коричневые. Для привлечения самок самцы вибрируют брюшком, разворачивают боковые щитки-пластинки брюшка, приподнимают ноги и брюшко кверху и двигаются («танцуют») слева направо. При отсутствии у самки интереса она может поймать и съесть ухажёра. Поднимаемая и вибрирующая третья пара ног самцов отличается большей длиной и окраской, а также наличием пучка белых волосков на вершине. В покое и при отсутствии самки самцы складывают свой яркий веер (оборачивают его вокруг брюшка).

## Систематика
Вид был впервые описан в 1874 году английским пастором и зоологом Октавиусом Пикард-Кембриджом (Octavius Pickard-Cambridge; 1828—1917) под первоначальным названием Salticus volans O. Pickard-Cambridge, 1874. Видовое имя volans в переводе с латыни означает «летающий», так как человек, приславший Кембриджу первые образцы пауков из Нового Южного Уэльса, сообщил ему, что видел пауков, «использующих закрылки брюшка как крылья, чтобы увеличить длину прыжков». Это убеждение было разоблачено Австралазийским арахнологическим обществом (Australasian Arachnological Society) лишь спустя столетие на прошедшем в Бразилии Международном арахнологическом конгрессе (International Congress of Arachnology, Brazil, 2007). В 1991 году польский арахнолог профессор Марек Жабка (Siedlce University of Natural Sciences and Humanities, Седльце, Польша) изменил это имя на современное Maratus volans (Marek Żabka, 1991), дал первое подробное описание и отметил, что «трудно адекватно описать великую красоту окраски этого паука».